# Cimetière militaire belge de Lierre
Le cimetière militaire belge de Lierre est un cimetière militaire situé Mechelsesteenweg dans la ville belge de Lierre.

## Caractéristiques
Ce cimetière a une superficie de 50 ares. Y reposent 490 soldats belges tombés lors de la Première Guerre mondiale. Des 490 tombes, 117 appartiennent à des soldats non-identifiés. Les soldats qui reposent dans ce cimetière sont tombés durant les mois de septembre et octobre 1914.
Derrière le cimetière se trouve un monument conçu par l'artiste allemand George Kolbe. Un cimetière militaire allemand était établi juste à côté mais celui-ci fut fermé en 1956.

## Sources
- (nl) Adjudant-major Rudy Laforce, Verbroedering van de Genie van het Cavaleriekorps en de Gepantserde Genie, no 129, 53e année, 2e trimestre 2004.

- (nl) Cet article est partiellement ou en totalité issu de l’article de Wikipédia en néerlandais intitulé « Belgische militaire begraafplaats van Lier » (voir la liste des auteurs).